# Leptodactylodon stevarti
Leptodactylodon stevarti o Leptodactylodon stevartsi es una especie de anfibios de la familia Arthroleptidae.
Habita en Guinea Ecuatorial y Gabón.
Su hábitat natural incluye bosques tropicales o subtropicales secos y a baja altitud, montanos tropicales o subtropicales secos y ríos.
Está amenazada de extinción por la pérdida de su hábitat natural.